# Krystkowo
Krystkowo (kasz. Kristkòwò) – część wsi Bieszkowice w Polsce, położona w województwie pomorskim, w powiecie wejherowskim, w gminie Wejherowo, na obszarze leśnym Trójmiejskiego Parku Krajobrazowego. Wchodzi w skład sołectwa Bieszkowice.
W latach 1975–1998 Krystkowo administracyjnie należało do województwa gdańskiego.